# Pasquier de Vaux
Pasquier de Vaux, né à Vaux-sur-Eure  et  mort le  10 juillet 1447, est un prélat français, évêque de Lisieux, de Meaux et d'Évreux au XVe siècle. 

## Biographie
Dès son enfance, il est pourvu d'un canonicat dans la cathédrale de Lisieux. Après avoir étudié le droit civil et canonique à Paris, il devient prieur de Grandmont près de Rouen. Il obtient successivement un canonicat à Rouen, à Paris et à Amiens, puis, plus tard, est nommé président en la chambre des comptes de Rouen, et enfin chancelier du roi d'Angleterre, ou tout au moins du duc de Bedford.
En 1435, il est élu comme évêque de Meaux. Les Anglais, encore maîtres de cette ville et jaloux d'avoir un évêque à leur dévotion, maintiennent l'élection de Pasquier contre son compétiteur, Philippe de Rully, fils d'un président à mortier au parlement de Paris, entièrement dévoué au roi de France. Pasquier prend aussitôt en main le gouvernement de ce diocèse, où la plupart des villes sont ruinées par des sièges meurtriers et par l'occupation étrangère. Alors qu'il habite Paris, les habitants de la capitale secouent le joug des Anglais. Il déménage à Meaux, mais le connétable de Richemont parvient à s'emparer de cette ville en 1438. En 1439, les Anglais se rendent de nouveau maîtres de Meaux, d'où le connétable les chasse une seconde fois. Pasquier de Vaux préfère alors abandonner Meaux, que de renoncer au parti des Anglais. Il se réfugie en Normandie, Henri VI, roi d'Angleterre, lui donne l'évêché d'Évreux en 1439.
Partisan dévoué du roi d'Angleterre, Pasquier ne veut pas consentir à reconnaître l'autorité de Charles VII, lorsque Robert de Flocques et Jean son fils se furent, au nom de ce prince, emparés d'Évreux en 1441. Le roi Charles VII fait saisir tous les biens que peut posséder en France l'évêque d'Évreux. Pour tirer le prélat d'embarras, le roi d'Angleterre, lui donne en 1443 l'évêché de Lisieux.